# الیزابتسل
الیزابتسل (به آلمانی: Elisabethszell) یک منطقهٔ مسکونی در آلمان است که در هایباخ (باواریای پایین) واقع شده‌است. الیزابتسل ۶۳۲ متر بالاتر از سطح دریا واقع شده‌است.